# John Smith's Stadium
Het Kirklees Stadium, sponsornaam John Smith's Stadium, is een multifunctioneel stadion in de Engelse stad Huddersfield. Het stadion doet dienst als thuishaven van de voetbalclub Huddersfield Town en de Rugby League-club Huddersfield Giants. Bovendien worden er regelmatig popconcerten gehouden. Het stadion bestaat uit vier losstaande tribunes met een markant halfrond dak, en biedt tijdens sportwedstrijden plaats aan 24.500 toeschouwers.
Het stadion werd in 1994 gebouwd door het aannemersbedrijf Alfred McAlpine, dat in de eerste tien jaar van het bestaan van het stadion ook zijn naam eraan verbond. Het won in 1995 de RIBA Building of the Year Award. In 2004 werden de naamrechten gekocht door het farmaciebedrijf Galpharm en werd het stadion ook zo genoemd. In 2012 kwamen de rechten in handen van Heineken en veranderde de naam in John Smith's Stadium, naar de plaatselijke brouwerij die in handen van Heineken is.
De eerste voetbalwedstrijd in het stadion werd gespeeld op 20 augustus 1994, toen Huddersfield Town met 1-0 verloor van Wycombe Wanderers ten overstaan van 13.334 toeschouwers. Het eerste doelpunt van Huddersfield in het nieuwe onderkomen kwam op naam van Andy Booth. Hij scoorde op 30 augustus 1994 in de wedstrijd tegen Leyton Orient.
Het stadion was het decor van de voor het Nederlandse rugby historische WK-kwalificatiewedstrijd tussen grootmacht Engeland en Nederland. Het duel eindigde in 110-0 voor de gastheer. Het is de grootste nederlaag uit de geschiedenis van de nationale ploeg van Nederland, die destijds onder leiding stond van de Nieuw-Zeelander Geoff Old.